# Ruben del Prado
Ruben del Prado (Paramaribo, 10 augustus 1956) is een Surinaams politicus, musicus, publieke-gezondheidszorg-arts en universiteitsdocent. Hij is medeoprichter van SuriPop en zong het winnende nummer van het festival van 1992. Als arts en hiv-deskundige werkte hij twintig jaar lang voor UNAIDS. Hij is gastdocent aan de Johns Hopkins Bloomberg School of Public Health en part-time docent aan de AdeKUS.

## Biografie
Del Prado is medeoprichter van SuriPop, samen met de Chileense musicus Juan Navia. De uitvoering legden ze neer bij de Stichting ter Bevordering van Kunst en Kultuur in Suriname. Tijdens de zevende editie in 1992 zong hij het winnende lied, Den momenti sondro yu. Het werd geschreven door Ricky & Howard Cheng A June.
In 1982 studeerde hij af in geneeskunde en begon hij als arts van het ressort Boven-Suriname in Djoemoe. De Binnenlandse Oorlog maakte het hem onmogelijk om daar te blijven werken en hij vertrok naar de Verenigde Staten waar hij een jaar lang volksgezondheid studeerde. Terug in Suriname, was hij van 1988 tot 1996 coördinator van het nationaal aids-programma en werkte hij aan de vrije bespreekbaarheid van seksualiteit. Hierover sprak hij via alle media en tijdens verschillende presentaties, lezingen en workshops, alsmede via de radioprogramma's Datra mi wan' aksi yu wan sani (SRS) en What's up doc (ABC).
Vervolgens werkte hij sinds circa 1998 zo'n twintig jaar voor UNAIDS in het buitenland. Hij was regionaal adviseur voor de 24 landen in het Engels- Frans-, Spaans- en Nederlandstalig Caribisch gebied. Daarna was hij vertegenwoordiger in Oeganda, India, Guyana, Bangladesh, Bhutan en Nepal.
Ondertussen is hij daarnaast sinds 2006 (gast)docent aan de school voor volksgezondheid (JHSPH) van de Amerikaanse Johns Hopkins-universiteit. Die universiteit onderscheidde hem in 2017 met de Global Achievement Award voor zijn werk bij UNAIDS. Daarnaast geeft hij gastcolleges aan de medische faculteit van de AdeKUS, waar hij zelf ooit afstudeerde.
In 2018 keerde hij terug naar Suriname. Net ervoor nam hij met vrienden het nummer Da lobi fu wi kondre op. In Paramaribo richtte hij een jaar hierna het bedrijf Dek'ati International op om nationaal en internationaal gezondheid te bevorderen. In november 2022 richtte hij met John Goede en Jupta Itoewaki de politieke partij VijfNegenZeven Netwerken op. Sinds 2020 presenteert hij weer het radioprogramma Datra mi wani aksi yu wan sani, dat hij begin jaren 1990 ook al presenteerde en rond 1950  werd gestart door Sophie Redmond.